# قرار مجلس الأمن التابع للأمم المتحدة رقم 948
قرار مجلس الأمن التابع للأمم المتحدة رقم 948، المعتمد في 15 تشرين الأول / أكتوبر 1994، بعد الإشارة إلى القرارات 841 (1993)، 861 (1993)، 862 (1993)، 867 (1993)، 873 (1993)، 875 (1993)، 905 (1994)، 917 (1994)، 933 (1994)، 940 (1994) و944 (1994)، رحب المجلس بعودة الرئيس الشرعي لهايتي جان برتران أريستيد ورفع العقوبات المفروضة على البلاد.
ومضى المجلس يرحب بعملية تنفيذ اتفاق جزيرة غفرنرز وميثاق نيويورك وأهداف الأمم المتحدة بانعقاد البرلمان الوطني الهايتي، معرباً عن دعمه الكامل لجميع المؤسسات والقادة الديمقراطيين في البلد والدول والمنظمات التي ساهمت في هذه النتيجة. كما تم الاعتراف بجهود القوة متعددة الجنسيات المنشأة بموجب القرار 940.
وستحل بعثة الأمم المتحدة في هايتي محل القوة المتعددة الجنسيات عند تهيئة بيئة مستقرة، ودعم جهود الأمين العام بطرس بطرس غالي لاستكمال تشكيل بعثة الأمم المتحدة في هايتي. تم الترحيب بتعيين جديد للممثل الخاص للأمين العام، وحث على التعاون بين الأمين العام للأمم المتحدة ومنظمة الدول الأمريكية، خاصة فيما يتعلق بعودة البعثة المدنية الدولية إلى هايتي.
اعتمد القرار 948 بأغلبية 14 صوتاً، فيما امتنعت البرازيل عن التصويت.

## روابط خارجية
- نص القرار في undocs.org